# Kopuła Fitzpatricka

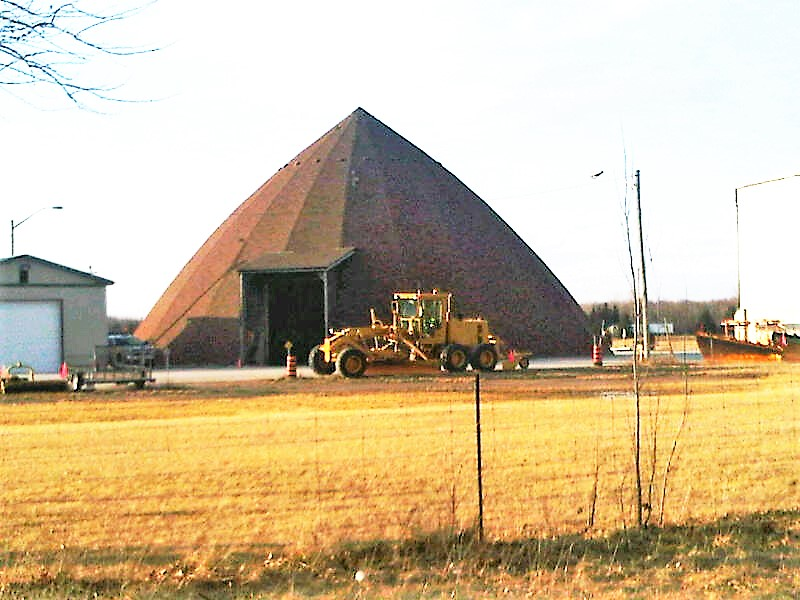
Kopuła Fitzpatricka w Kanadzie

Kopuła Fitzpatricka (ang. Fitzpatrick Dome) – budowla służąca do magazynowania soli drogowej oraz soli z piaskiem, przeznaczonych do utrzymywania ciągów komunikacyjnych w warunkach zimowych. Konstrukcja tego magazynu pozwala na uniknięcie zanieczyszczenia wód gruntowych spowodowanego „wymywaniem” soli przechowywanej w odkrytych hałdach, a także na zapobieganiu powstawania ubytków tych substancji podczas opadów atmosferycznych. Konstrukcja tych magazynów została opracowana w latach 60. XX w. i opatentowana przez Kanadyjczyka Johna Fitzpatricka, byłego lekkoatletę i uczestnika Letnich Igrzysk Olimpijskich 1928.
W Polsce głównym użytkownikiem takich magazynów jest Generalna Dyrekcja Dróg Krajowych i Autostrad.

## Tło powstania projektu
Kanadyjski Komitet ds. Zanieczyszczeń Ministerstwa Transportu i Komunikacji (MTC) oraz Ministerstwa Środowiska (MOE) zmagał się z problemami, jakie przysparzało składowanie soli drogowej przeznaczonej do utrzymania dróg w okresie zimowym. Uchwalona w 1971 w Ontario ustawa o ochronie środowiska, miała na celu zapobieganie zanieczyszczeniu „środowiska naturalnego”, czyli ziemi, wody i powietrza, ale nie wypracowano jeszcze sposobów jej realizacji w zakresie ochrony przed szkodami wyrządzanymi przez składowaną sól drogową. Sól była wypłukiwana z odkrytych lub niezabezpieczonych hałd mieszanki soli z piaskiem, co powodowało zanieczyszczanie gruntu, wód powierzchniowych i studni, a także zamieranie roślinności. W latach 1974–1975 kanadyjskie urzędy odnotowały osiem przypadków takiego skażenia wód gruntowych, a kolejne dziewięć w latach 1975-76.
Komitet odnotował, że – oprócz szkód w środowisku – powstawały także znaczne szkody finansowe, bowiem w konsekwencji wypłukiwania przez opady atmosferyczne i erozji hałd, składowana mieszanka drogowa (piasek i sól) mogła utracić nawet do 40 procent zawartości soli. Zbrylanie tej mieszanki powodowało znaczne utrudnienia logistyczne (problemy z załadunkiem na piaskarki) i wypadki przy pracy (operatorzy piaskarek odnosili obrażenia podczas obsługi piaskarki załadowanej zbrylonym materiałem). Stwierdzono, że najskuteczniejszym rozwiązaniem byłoby stosowanie przykrytych składowisk.
Ministerstwo Transportu i Komunikacji już w połowie lat sześćdziesiątych interesowało się konstrukcjami typu kopuły do przykrywania lub ochrony składowisk. Wśród nich znalazła się konstrukcja „Fitzpatrick Dome”, opracowana przez Johna Fitzpatricka, byłego kanadyjskiego lekkoatletę i uczestnika Letnich Igrzysk Olimpijskich 1928. Fitzpatrick był także medalistą Igrzysk Imperium Brytyjskiego 1930. Uprawiał także futbol kanadyjski. Studiował na University of Toronto, gdzie w  1933 ukończył studia inżynierskie. Podjął pracę w Shell Canada, a na początku lat 60. XX w. był zastępcą szefa sekcji sprzętu w ministerstwie autostrad w Ontario. W ramach obowiązków zaprojektował budowlę magazynową w kształcie kopuły, która została opatentowana. Wynalazca otrzymał patent w 1972 roku.

## Konstrukcja kopuły
Kopuła ta jest stożkowatą, 20-stronną skorupą wykonaną z tarcicy 2 cale x 6 cali i ze sklejki o grubości 3/8 cala. Projekt przewidział składowanie towarów sypkich usypanych pod kątem 45° – w taki sposób, by przechowywana mieszanka nie dotykała zewnętrznej powłoki. Większość wykonanych kopuł ma około 50 stóp wysokości i 100 stóp średnicy, ale rozmiar budowanej kopuły można dopasowywać do potrzeb dodając lub usuwając dolne pierścienie konstrukcji.

## Realizacje
Pierwszą kopułę kanadyjskie Ministerstwo Transportu i Komunikacji wybudowało w 1968. Koszt wyniósł 17 000 CAD. Testowanie wykorzystania budowli wypadło bardzo pozytywnie, więc w latach 1968-1977 wzniesiono w Kanadzie około 200 kopuł Fitzpatricka. Koszt wykonania był już wyższy. W 1978 do szacowania kosztu ukończonej kopuły Fitzpatricka przyjmowano kwotę 30 000 CAD, ale na realny koszt konkretnej budowy ma wpływ wiele czynników: koszty wysyłki, rodzaj podstawy, stabilność podstawy. Pod koniec lat 70. XX w. kanadyjskie ministerstwo stwierdziło, że stosowanie Fitzpatrick Dome jest najbardziej ekonomiczną i najbardziej praktyczną metodą składowania soli drogowej.
W 2009 w ankiecie zorganizowanej przez „Canadian Consulting Engineer” obejmującej projekty inżynierskie z okresu 50 lat (1959-2009), Fitzpatrick Dome była nominowana w kategorii „Technologia i Systemy”.
W 2021 polska Generalna Dyrekcja Dróg Krajowych i Autostrad dysponowała 292 magazynami soli. Część z nich ma taki charakterystyczny kształt kopuł. 